# 大寧寺 (横浜市)
大寧寺（たいねいじ）は、神奈川県横浜市金沢区にある臨済宗建長寺派の寺院。

## 歴史
鎌倉時代初期、源範頼の開基である。旧所在地は同市同区六浦東の現在の関東学院六浦小学校のあたりに位置していた。当初、この場所には真言宗の「薬師寺」があった。その後、薬師寺は同区寺前に移転して現在は薬王寺となっている。その旧薬師寺の境内跡に建てられたのが当寺の起源である。
範頼は一般的には誅殺されたといわれているが、その後も生き延びたという生存説がある。当地に伝わる伝説によれば、範頼主従は現在の横須賀市の追浜に上陸、漁師の「平兵衛」に匿われたが、発覚したため当地において自害したと伝えられる。「追浜」という地名は、追われていた範頼主従が上陸した浜というのが由来である。その範頼の菩提を弔うために創建された。
1943年（昭和18年）、海軍追浜飛行場拡張工事のため、現在地に移転した。

## 文化財
- 木造薬師如来立像（横浜市指定有形文化財 2004年（平成16年）11月5日指定）[3]
- 木造阿弥陀如来及び両脇侍立像（横浜市指定有形文化財 2004年（平成16年）11月5日指定）[3]

## 交通アクセス
- 金沢文庫駅より徒歩17分。